# Wakeman, Ohio
Wakeman là một làng thuộc quận Huron, tiểu bang Ohio, Hoa Kỳ. Năm 2010, dân số của làng này là 1047 người.